# سان‌یودو

سان یودو (به ژاپنی: 山陽道 San'yōdō) یک اصطلاح جغرافیایی ژاپنی است. سان یودو هم یکی از تقسیمات قدیم کشور ژاپن و هم جاده اصلی است که از آن عبور می‌کند. ولایت‌هایی که در سان یودو قرار داشتند عبارتند از:
- ولایت هاریما (به ژاپنی: Harima، 播磨国)
- ولایت میماساکا (به ژاپنی: Mimasaka، 美作国)
- ولایت بیزن (به ژاپنی: Bizen، 備前国)
- ولایت بیچو (به ژاپنی: Bitchū، 備中国)
- ولایت بینگو (به ژاپنی: Bingo، 備後国)
- ولایت آکی (به ژاپنی: Aki، 安芸国)
- ولایت سوئو (به ژاپنی: Suō، 周防国)
- ولایت ناگاتو (به ژاپنی: Nagato، 長門国)